# María Gamboa Jaramillo
María Gamboa Jaramillo és una cineasta colombiana, reconeguda principalment pel seu llargmetratge de 2014 Mateo, nominada per Colòmbia per a competir pel Premi Oscar en la categoria de millor pel·lícula de parla estrangera.

## Carrera
Gamboa va néixer a la ciutat de Bogotà i va realitzar la major part de la seva formació acadèmica a l'exterior. En 2006 va tornar al seu país per a dirigir dues temporades de la sèrie de televisió del Canal 13 Revelasos, sobre els adolescents embolicats en el conflicte armat. També en 2006 va dirigir el curtmetratge 20 mil, amb repercussió positiva en el circuit de festivals. Un any després es va traslladar a la regió del Magdalena Mitjà per a iniciar l'etapa de recerca del seu primer llargmetratge, Mateo, estrenat finalment l'any 2014. La pel·lícula, a més de participar en gran quantitat de festivals i rebre premis, va ser nominada per Colòmbia per a competir pel Premi Óscar en la categoria de millor pel·lícula de parla estrangera.
Altres dels seus treballs notables inclouen el documental Merquemos juntos, comissionat per les Nacions Unides sobre un banc comunitari creat exclusivament per dones en una comuna del municipi de Barrancabermeja. Com a editora va estar vinculada en la realització dels documentals El personal Che (2006), Claribel Alegría (2009), Shooting Colombia (2009) i ¿Qué hay para la cabeza? (2010).

## Filmografia destacada

### Cinema i televisió
- 2006 - Revelados (directora)
- 2006 - 20 mil (directora)
- 2006 - El personal Che (editora)
- 2009 - Claribel Alegría (editora)
- 2009 - Shooting Colombia (editora)
- 2010 - ¿Qué hay para la cabeza? (editora)
- 2014 - Mateo (directora)
- 2016 - Amazonas
- 2017 - La Cacica (sèrie de televisió)